# Dominique Alexandre Godron
Dominique Alexandre Godron (Hayange, 25 marzo 1807 – Nancy, 16 agosto 1880) è stato un botanico, geologo e speleologo francese.

## Biografia
Nato in una famiglia modesta, suo padre era impiegato presso le fucine di Hayange e morì mentre Dominique Alexander aveva solo cinque anni, seguì gli studi secondari al Collège Stanislas di Parigi grazie al patrocinio della famiglia Wendel, proprietaria delle ferriere. Ritornato dalla madre gravemente malata, divenne impiegato presso le ferriere.
Dopo la morte della madre, nel 1827, entrò alla facoltà di medicina di Strasburgo dove ottenne un dottorato nel 1833 con una tesi su «L'implantation du placenta sur l'orifice interne du col utérin» (impianto di una placenta sull'orifizio interno del collo uterino). Contemporaneamente agli studi di medicina, si interessò di botanica. Aprì uno studio a Metz prima di ottenere la nomina di professore alla scuola di medicina di Nancy nel 1835. Fu successivamente rettore della académies de Haute-Saône', de l'Hérault et du Doubs. 
In quel periodo, preparò un dottorato su ibridazione dei vegetali,  che ottenne il 27 dicembre 1844 a Strasburgo.
Nel 1854 fu nominato professore di storia naturale nella giovane Facoltà di scienze di Nancy e divenne direttore del giardino botanico della città, che trasformò dandogli l'aspetto attuale. Nel 1855 divenne preside della Facoltà di scienze di Nancy.
Fu membro della Société royale des sciences, lettres et arts de Nancy nel 1844 come medico, dal 1862 al 1871, membro corrispondente del Comité des travaux historiques et scientifiques e successivamente membro corrispondente dell'Académie des sciences nel 1877. In totale fu membro effettivo o corrispondente di 31 società scientifiche regionali, nazionali e internazionali.

## Opere
Dominique-Alexandre Godron scrisse 140 pubblicazioni (articoli, opere o saggi) su medicina, botanica, fitogeografia, geologia e speleologia. In particolare, gettò le basi della genetica e della ibridazione tre anni prima di Gregor Mendel, con i suoi esperimenti di incroci. Lasciò il suo nome a diverse piante, come, ad esempio, all'œillet de Godron.
La sezione dei Vosgi del Club alpino francese (CAF) venne fondata a Nancy il 31 gennaio 1875. In quella occasione, Dominique Alexandre Godron venne nominato, all'unanimità, presidente onorario per le sue opere sulla Lorena e il massiccio dei Vosgi. Tre mesi dopo, venne nominato membro corrispondente del CAF per i Vosgi alla prima assemblea generale del Club. Fino alla morte fu collaboratore dell'Annuaire de la section vosgienne du CAF. Dal primo anno di pubblicazione dell'Annuaire, Godron pubblicò degli articoli scientifici, il primo dei quali dal titolo «Migration de quelques végétaux dans les vallées de la Moselle et de la Meurthe». Nel 1876 pubblicò su Mémoires de l'Académie de Stanislas (CXXVII année, IV série, tome IX, Nancy, 1876, p. 46-67), « Du passage des eaux et des alluvions anciennes de la Moselle dans les bassins de la Meurthe en amont de Nancy et de la Meuse par la vallée de l'Ingressin », partecipando ai primi lavori sulla cattura fluviale della Mosella da parte della Meurthe. Si interessò anche di speleologia e scrisse, nel 1877, un articolo sulle grotte di Pierre-la-Treiche nel quale invitava ad esplorare le caverne così come si faceva per le vette.

## Opere principali
- Essai sur les renoncules à fruits ridés transversalement, Nancy, impr. Grimblot, Raybois et C., 1840.
- Flore de France ou description des plantes qui croissent naturellement en France et en Corse, con Charles Grenier :

- Tome 1, Paris : J.-B. Baillière, 1848 google books
- Tome 2, Besançon : Sainte-Agathe aîné & Lyon : Charles Savy, 1850 google books
- Tome 3, Paris : F. Savy, 1853 google books

- De l'Ægilops triticoïdes et de ses différentes formes, Nancy, impr. Grimblot et veuve Raybois, 1856.
- Flore de Lorraine - Deuxième édition, Tome premier, Paris, J.-B. Baillière, 1857.
- Flore de Lorraine - Deuxième édition, Tome second, Paris, J.-B. Baillière, 1857.
- De l'espèce et des races dans les êtres organisés et spécialement de l'unité de l'espèce humaine - Tome premier, Paris, J.-B. Baillière, 1859. URL consultato il 6 marzo 2015 (archiviato dall'url originale il 2 aprile 2015).
- De l'espèce et des races dans les êtres organisés et spécialement de l'unité de l'espèce humaine - Tome second, Paris, J.-B. Baillière, 1859. URL consultato il 6 marzo 2015 (archiviato dall'url originale il 2 aprile 2015).
- Essai sur la géographie botanique de la Lorraine, Nancy, impr. de l'Académie de Stanislas, 1862.
- Zoologie de la Lorraine, ou catalogue des animaux sauvages observés jusqu'ici dans cette ancienne province, Nancy, impr. de l'Académie de Stanislas, 1863.
- Examen ethnologique des têtes de St Mansuy et de St Gérard évêques de Toul, Nancy, impr. de l'Académie de Stanislas, 1864.
- Des hybrides et des métis de Datura étudiés spécialement dans leur descendance, Nancy, impr. de Berger-Levrault, 1873.
- Notice sur les explorations botaniques faîtes en Lorraine de 1857 à 1875 et de leurs résultats, Nancy, impr. de Berger-Levrault, 1875.
- Le rôle politique des fleurs, Nancy, impr. de Berger-Levrault, 1879.

## Omaggio postumo
Nel 1993 la città di Nancy ha dato il nome di Dominique-Alexandre Godron al vecchio giardino della città.
Il 24 marzo 2007 si sono aperte le celebrazioni del bicentenario della nascita di Alexandre-Dominique Godron al museo-acquario di Nancy in occasione di una pubblicazione de l'Académie de Stanislas. In questa occasione è stato piantato un lilas Godron vulgaris (double classe 3 bleu, n. 170 del catalogo di Victor Lemoine del 1908) nel giardino da parte di Anne-Marie Marc-Breuil, lontana discendente di Godron, e di André Rossinot, sindaco di Nancy.